# Havenne
Havenne is een gehucht in de Belgische provincie Namen. Het ligt in Hour, een deelgemeente van Houyet. Havenne ligt net ten noordoosten van het dorpscentrum van Hour en is ermee vergroeid. Een halve kilometer ten oosten stroomt de Lesse.

## Geschiedenis
Op de Ferrariskaart uit de jaren 1770 staat de plaats weergegeven als het gehucht Havenne, behorend tot het hertogdom Luxemburg, terwijl het aangrenzende Hour-en-Famenne, weergegeven is als Hour en Famine, in het graafschap Namen.
Op het eind van het ancien régime werd Havenne een gemeente, maar deze werd in 1808 al opgeheven en aangehecht bij Hour. Bij de gemeentelijke fusies van 1977 werd dit Hour een deelgemeente van Houyet.

## Bezienswaardigheden
- de 17e-18e-eeuwse Chapelle Saint-Laurent van Romaanse oorsprong